# Elfelejtett nemzedék
Az Elfelejtett nemzedék 2020-as magyar történelmi rövidfilm, amelyet Aracsi Norbert írt és rendezett.
A film producerei Verebélyi Gábor, Gundy Kristóf, Kalotai Dániel, Aracsi Norbert és Krajczár Martin. Főszerepben Cservák Zoltán, Jászberényi Gábor, Hajduk Károly és György Zoltán Dávid láthatók.
Magyarországon eredetileg 2020. május 9-én mutatták volna be, de a koronavírus-járvány miatt elhalasztották. A film számos filmfesztiválon való részvétel után 2022. május 1-jén debütált az HBO MAX kínálatában. A 2022-ben megrendezett Magyar Mozgókép Filmfesztiválon, legjobb kisjátékfilm kategóriában jelölést kapott a film, majd később el is nyerte a díjat.

## Cselekmény
Négy magyar katona sorsát mutatja be a második világháború végnapjaiban Magyarországon.

## Szereplők
- Cservák Zoltán – Kerekes
- Jászberényi Gábor – Talpas
- Hajduk Károly – Molnár
- György Zoltán Dávid – Honvéd

## Forgatás
A film forgatása 2019. december 6-án kezdődött meg, és egy hétig tartott. A helyszín a Pákozdi Katonai Emlékparkban volt.